# Oliver Nagel
Oliver Nagel (* 14. Dezember 1971) ist ein deutscher Satiriker und Autor.
Nagel studierte Germanistik und Soziologie. Er ist seit 1991 Autor und war von 2000 bis 2009 Redakteur des Satiremagazins Titanic, wo er u. a. die Online-Ausgabe des Magazins verantwortete. Des Weiteren schrieb er für die ORF-Late-Night-Show Willkommen Österreich (mit Stermann & Grissemann), die Pro-Sieben-Sketch-Show Switch Reloaded, die ZDF-Stand-Up-Show Nuhr so, für die Zeitschrift Neon, die Tageszeitungen Frankfurter Rundschau und taz sowie für die Wochenzeitung Die Zeit. 2012 lieferte er kurzzeitig komische Infographiken für die Rubrik "Gefühlte Wahrheit" im SZ-Magazin. Gemeinsam mit Stefan Gärtner und Mark-Stefan Tietze trat er als Mitglied der Gruppe Die jungen Redakteure bei Lesungen auf. Von 2004 bis 2008 war er zweiter Bundesvorsitzender der Partei für Arbeit, Rechtsstaat, Tierschutz, Elitenförderung und basisdemokratische Initiative (Die PARTEI). Seit 2024 ist er auch als Freier Redner aktiv. Oliver Nagel lebt in München.

## Werke
- Stefan Gärtner, Oliver Nagel: Guido außer Rand und Band! Rowohlt, Berlin 2010, ISBN 978-3-87134-692-7.
- Hermann Bräuer, Oliver Nagel: 101 Dinge, die Sie sich sparen können. dtv, München 2012, ISBN 978-3-423-34746-4.